# Silurichthys phaiosoma
Silurichthys phaiosoma es una especie de peces de la familia Siluridae en el orden de los Siluriformes.

## Morfología
• Los machos pueden llegar alcanzar los 15 cm de longitud total.
- Número de  vértebras: 49-52.[1]

## Alimentación
Come insectos acuáticos y peces pequeños.

## Hábitat
Es un pez de agua dulce. y de clima tropical.

## Distribución geográfica
Se encuentran en Asia:  cuenca del río Mekong y noroeste de Borneo.